# Nexilosus latifrons
Nexilosus latifrons là loài cá biển duy nhất thuộc chi Nexilosus (phân họ Microspathodontinae) trong họ Cá thia. Loài này được mô tả lần đầu tiên vào năm 1846.

## Từ nguyên
Từ nexilis trong từ định danh của chi mang nghĩa là "buộc chặt vào nhau" (–osus: hậu tố chỉ tính từ), hàm ý đề cập đến ổ mắt nằm gần nhau.
được đặt theo tên của Spencer Fullerton Baird (1823–1887), cựu giám đốc Bảo tàng Lịch sử Tự nhiên Quốc gia Hoa Kỳ, nơi lưu trữ mẫu định danh của loài cá này.
Từ định danh của loài được ghép bởi 2 âm tiết trong tiếng Latinh: latus ("rộng") và frons ("trán"), đề cập đến vùng trán rộng và hơi cong.

## Phạm vi phân bố và môi trường sống
N. latifrons có phạm vi phân bố ở Đông Nam Thái Bình Dương. Loài cá này được tìm thấy từ Panama trải dài đến Bắc Chile, bao gồm các đảo ngoài khơi là quần đảo Galápagos, đảo Cocos và đảo Malpelo.
N. latifrons sống gần những rạn đá ngầm ở độ sâu đến 10 m.

## Mô tả
Chiều dài cơ thể tối đa được ghi nhận ở N. latifrons là 30 cm. Cá trưởng thành có màu nâu, lốm đốm các chấm xanh lam trên đầu và lưng. Vảy cá viền đen sẫm. Vùng dưới đầu đôi khi có màu hồng nhạt. Có một vệt màu vàng/da cam ở giữa thân. Đuôi xẻ thùy. Cá con có màu nâu sẫm với các đốm xanh trên mỗi vảy. Nhiều vệt sọc xanh ở đầu. Các vây có viền xanh óng ở rìa.
Số gai ở vây lưng: 13; Số tia vây ở vây lưng: 17; Số gai ở vây hậu môn: 2; Số tia vây ở vây hậu môn: 13; Số gai ở vây bụng: 1; Số tia vây ở vây bụng: 5; Số tia vây ở vây ngực: 20–23; Số vảy đường bên: 19–21; Số lược mang: 20–21.

## Sinh thái học
Thức ăn của N. latifrons là tảo và một số loài thủy sinh không xương sống. Cá đực có tập tính bảo vệ và chăm sóc trứng.